# Cim del Serrat de les Garberes
El Cim del Serrat de les Garberes és una muntanya de 900,1 metres d'altitud del límit entre les comunes d'Escaró, Fullà i Serdinyà, totes tres de la comarca del Conflent, a la Catalunya del Nord.
És a l'extrem sud-est del terme de Serdinyà, en una punxa cap al sud que fa en aquest lloc el terme, al nord-est del d'Escaró i al sud-oest del de Fullà. És el punt culminant de la Serra de Santa Eulàlia, o Serrat de les Garberes, on es troben els monuments megalítics dels Dòlmens de la Serra de Santa Eulàlia.